# Langues yolngu
Les langues yolngu, aussi appelées yolŋu matha (littéralement « langue yolngu »), sont un groupe de langues et de dialectes pama-nyungans, parlés par les Yolngu (Yolŋu), peuple indigène du nord-est de la terre d’Arnhem dans le Territoire du Nord de l’Australie.

## Variantes
Le yolŋu matha compte six langues mutuellement intelligibles divisées entre 30 variantes claniques et une douzaine de dialectes. La situation linguistique est relativement complexe, chaque variante ou dialecte possédant son propre nom. Dixon distingue les variantes suivantes :
- Dhangu
  - Dhaŋu
  - Nhaŋu/Jarnango (Golpa)
  - Djaŋu
- Dhuwal
  - Dhuwal (Dhay'yi, Gupapuyngu)
  - Ritharrŋu
- Djinang
  - Djinaŋ
  - Djinba

En 2016, 6 808 personnes déclarent parler une langue yolngu à la maison.